# Partizanska bolnišnica Pugled
Partizanska bolnišnica Pugled je bila zgrajena marca 1943 v gozdu blizu nekdanjega naselja Pugled, nedaleč od bivše Žage Rog. Ob nemški ofenzivi po kapitulaciji Italije so jo Nemci 27. oktobra istega leta našli in jo zažgali. V njej so zgoreli vsi težki ranjenci. Premični ranjenci in osebje so se rešili.

## Danes
O bolnišnici priča danes le še grobišče, ki leži v kraški vrtači približno 200 m od trase roške železnice, po kateri poteka gozdna cesta. Nahaja se ob pogorišču nekdanje partizanske bolnišnice. Grobišče je obzidano z naravnim lomljenim kamnom in je terasasto urejeno. Do terase vodijo tri stopnice, narejene iz obsekanih kamnov. Sredi grobišča je ploščad z dvema klopema iz naravnega lomljenca in valjast 3 m visok steber s spiralno vrezanimi utori in napisom:
»TU JE STALA PARTIZANSKA BOLNIŠNICA PUGLED – 27. OKTOBRA 1943 LETA SO JO NACISTIČNI KRVNIKI POŽGALI – V NJEJ JE ZGORELO 28 TEŽKO RANJENIH PARTIZANOV. TU SO POKOPANI«
STENJKO 

SAJE

DANE

VRLINIČ SIMO

ŠTUBLER TONE – GUSTL

PETER JANKO

KOS

DUŠA ŠTEFAN

ZUPANČIČ IVAN

BEJČ

DRČAR

ZAKRAJŠEK IVAN

ŠIVEC VILJEM – VILI

GRMEK FRANJO

ZRENC DRAGOTIN

VENDRAMIN ANTON – GAŠPER

ANŽIČ FRANC

GORIŠEK ANTON

KISOVEC JOŽE

JELENC FRANC

MAVRIN FRANC

DOVČ JANEZ – JANČE

JURJEVEC ŠTEFAN

URŠIČ SLAVKO

ŽAGAR ALEKSANDER

ŠKOF MARTIN 

Načrt za spomenik in grobišče je izdelal arhitekt Miloš Lapajne. Uredila sta ga glavni odbor Zveze borcev in občinski odbor Zveze borcev Novo mesto leta 1957. Odkritje je bilo leta 1959.